# Cantonul La Châtaigneraie
Cantonul La Châtaigneraie este un canton din arondismentul Fontenay-le-Comte, departamentul Vendée, regiunea Pays de la Loire, Franța.

## Comune
- Antigny
- Bazoges-en-Pareds
- Breuil-Barret
- Cezais
- La Chapelle-aux-Lys
- La Châtaigneraie (reședință)
- Cheffois
- Loge-Fougereuse
- Marillet
- Menomblet
- Mouilleron-en-Pareds
- Saint-Germain-l'Aiguiller
- Saint-Hilaire-de-Voust
- Saint-Maurice-des-Noues
- Saint-Maurice-le-Girard
- Saint-Pierre-du-Chemin
- Saint-Sulpice-en-Pareds
- La Tardière
- Thouarsais-Bouildroux
- Vouvant